# Wolfsberg (Turíngia)
Wolfsberg é uma vila e antigo município da Alemanha localizado no distrito de Ilm-Kreis, estado da Turíngia. Desde julho de 2018, forma parte do município de Ilmenau.